# Глоб, Петер Вильгельм
Петер Вильгельм Глоб (дат. Peter Vilhelm Glob), также известный как П. В. Глоб (дат. P. V. Glob, 20 февраля 1911 — 20 июля 1985) — датский археолог, работал генеральным директором Музея древностей Дании и был также директором Национального музея в Копенгагене. 

## Биография и научная деятельность
Приобрел известность благодаря исследованиям датских болотных людей, таких как человек из Толлунда и человек из Гроболла — мумифицированных останков людей железного и бронзового веков, найденных сохраненными в торфяниках. Среди его работ по антропологии выделяются следующие публикации:
The Bog People: Iron Age Man Preserved; Denmark: An Archaeological History from the Stone Age to the Vikings; Mound People: Danish Bronze-Age Man Preserved.
Он был соучредителем Скандинавского института сравнительного вандализма, института, который изучает историю граффити. Глоб был сыном датского художника Йоханнеса Глоба и отцом датской художницы-керамиста Лотте Глоб, художника Андерса Глоба. Его наиболее известным исследованием был Человек из Толлунда.
Глоб также интересовался археологией Ближнего Востока и руководил несколькими научными экспедициями. Они были описаны как одни из крупнейших научных трансграничных экспедиций из Дании за все время существования датской археологии.

## Избранная библиография
- Danish Prehistoric Monuments: Denmark from the Stone Age to the Vikings.
- Mosefolket: jernalderens mennesker bevaret i 2000 år. Gyldendal, Kopenhagen 1965 ISBN 87-00-20201-0.
  - deutsche Übersetzung von Thyra Dohrenburg: Die Schläfer im Moor. Winkler, München 1966.
  - englische Übersetzung: Bog People: Iron Age Man Preserved. Cornell University Press, 1969. ISBN 978-0801408007.
- Danske oldtidsminder. København 1967.
  - deutsche Übersetzung von Karl Kersten: Vorzeitdenkmäler Dänemarks. Wachholtz, Neumünster 1968.
  - englische Übersetzung: Danish Prehistoric Monuments. Faber and Faber, 1971. ISBN 0571087825.
- Globs brændevinsbog. Aarhus 1972. ISBN 87-85160-11-3.
- Al-Bahrain : de danske ekspeditioner til oldtidens Dilmun. 1968.
- Helleristninger i Danmark. 1969.
- Højfolket. 1970. ISBN 87-00-12311-0.
- Til Guden på et Helligt Bjerg. 1971. ISBN 87-00-98801-4.
- Danefæ. Til Hendes Majestaet Dronning Margrethe II, 16 April 1980.